# Sarah Blasko
Sarah Blasko, właśc. Sarah Elizabeth Blaskow (ur. 23 września 1976 w Sydney) – australijska artystka i pisarka.
Po graniu z zespołem z Sydney o nazwie Acquiesce (połowa lat 90.) Blasko rozpoczęła karierę solową w 2002. W 2007 wygrała nagrodę „Najlepsze wydawnictwo popowe” na ARIA Music Awards za What the Sea Wants, the Sea Will Have, który zadebiutował na 7. miejscu na ARIA Albums Chart. Jej ostatni album As Day Follows Night osiągnął 5. miejsce i przyniósł Sarze nagrodę dla „Najlepszej Artystki” na 2009 ARIA Awards.

## Życiorys
Sarah urodziła się na krótko po tym jak jej rodzina przeniosła się z francuskojęzycznej wyspy Réunion, gdzie jej rodzice byli chrześcijańskimi misjonarzami. Po przyjeździe do Australii jej rodzice często zmieniali kościoły, gdzie Sarah śpiewała z matką, w końcu jednak osiedlili się przy Kościele Zielonoświątkowym w Sydney, który z czasem został nazwany Hillsong. Jej matka była pielęgniarką, a ojciec nauczycielem z bułgarsko-niemieckimi korzeniami. W liceum Sarah i jej starsza siostra Kate utworzyły grupę jazzowo-bluesową. W wieku 15 lat Sarah była przejęta apokaliptyczną wizją końca świata i powrotem Chrystusa i ostatecznie opuściła Kościół w ostatnim roku szkoły średniej. Nie brała lekcji śpiewu przed 19. rokiem życia, kiedy to zaczęła grać na gitarze. Ukończyła studia na kierunku literatury angielskiej i filmu.
Jest znana z umiłowania do starych stylów w ubraniach, muzyce i sztuce. Powiedziała kiedyś, że lubi rzeczy stare, które przeszły test czasu, prawdopodobnie dlatego, że kiedyś jej rodzina nie miała za co kupić nowych.
Od 1998, jako Sarah Semmens, stała na czele grupy Acquiesce i śpiewała z nią jako główna wokalistka. Należeli do tej grupy również Paul Camilleri (gitara), Steve Foxe (skrzypce), Dave Hemmings (perkusja), Ted Langtree (gitara basowa) i jej siostra Kate Halcrow (śpiew). Utwory były pisane wspólnie przez Blasko i Camilleri. Acquiesce jednak rozpadło się – Sarah odeszła z gitarzystą akustycznym Nick Schneiderem na korzyść krótkotrwałego projektu Sorija, grali koncerty do kwietnia 2002. Sarah ma też za sobą nieudane małżeństwo z początku kariery.
W 2002 Blasko zdecydowała się na solową karierę i opracowanie materiału na EP, składającego się z sześciu utworów. Wyprodukowała i promowała album niezależnie dzięki finansowemu wsparciu jej managera Craiga New. Blasko podpisała kontrakt z wytwórnią Dew Process, która wydała jej album ponownie. Drobne różnice w produkcjach sprawiają, że wcześniejsze, niezależne wydanie jest cenniejsze dla kolekcjonerów.
W październiku 2004 roku Blasko wydała debiutancki album długogrający The Overture & the Underscore, który spotkał się z uznaniem krytyków i otrzymał status platynowej płyty w Australii, po sprzedaży ponad 70000 kopii, i zadebiutował w Top 40 na ARIA Albums Chart. W 2005 roku Blasko otrzymała cztery nominacje do ARIA Music Awards, w tym „Album Roku”. Jej EP i album były skupione wokół gitary akustycznej. Sarah Blasko spędziła kwiecień 2006 na nagrywaniu drugiego albumu w Auckland. Pierwszy utwór z tej płyty, który znalazł się w radio, to Explain. Następny singel, Always on This Line, doczekał się nawet teledysku na VH1 i MAX. Klip był również stworzony dla Planet New Year. W 2008 Blasko rozpoczęła pracę nad trzecią płytą As Day Follows Night. Album został nagrany w Sztokholmie. Pisała piosenki bez wkładu Cranny’ego – ich twórcza i osobista więź się skończyła. Sarah postanowiła nagrać materiał mniej skomplikowany, bez elektrycznych gitar. Album wyszedł na rynek w Australii 10 lipca i osiągnął 5. miejsce na ARIA Albums Chart. Blasko otrzymała pięć nominacji do ARIA Music Award za działalność w 2009 roku. Piosenkarka wykonała też pierwszy singiel z płyty All I Want na uroczystości ARIA Awards 26 listopada.

## Dyskografia

### solowa
Albumy studyjne (długogrające)
- The Overture & the Underscore (2004)
- What the Sea Wants, the Sea Will Have (2006)
- As Day Follows Night (2009)
- I Awake (2012)
- Eternal Return (2015)
- Depth of Field (2018)

Albumy koncertowe (długogrające)
- Live at the Forum (2010)

Minialbumy
- Prelusive (2002)
- Live at the Playroom (2007, download)

### z grupą Seeker Lover Keeper
Albumy studyjne (długogrające)
- Seeker Lover Keeper (2011)